# Zephyranthes puertoricensis
Zephyranthes puertoricensis är en amaryllisväxtart som beskrevs av Hamilton Paul Traub. Zephyranthes puertoricensis ingår i släktet Zephyranthes och familjen amaryllisväxter. Inga underarter finns listade i Catalogue of Life.